# Maria Einhorn-Susułowska

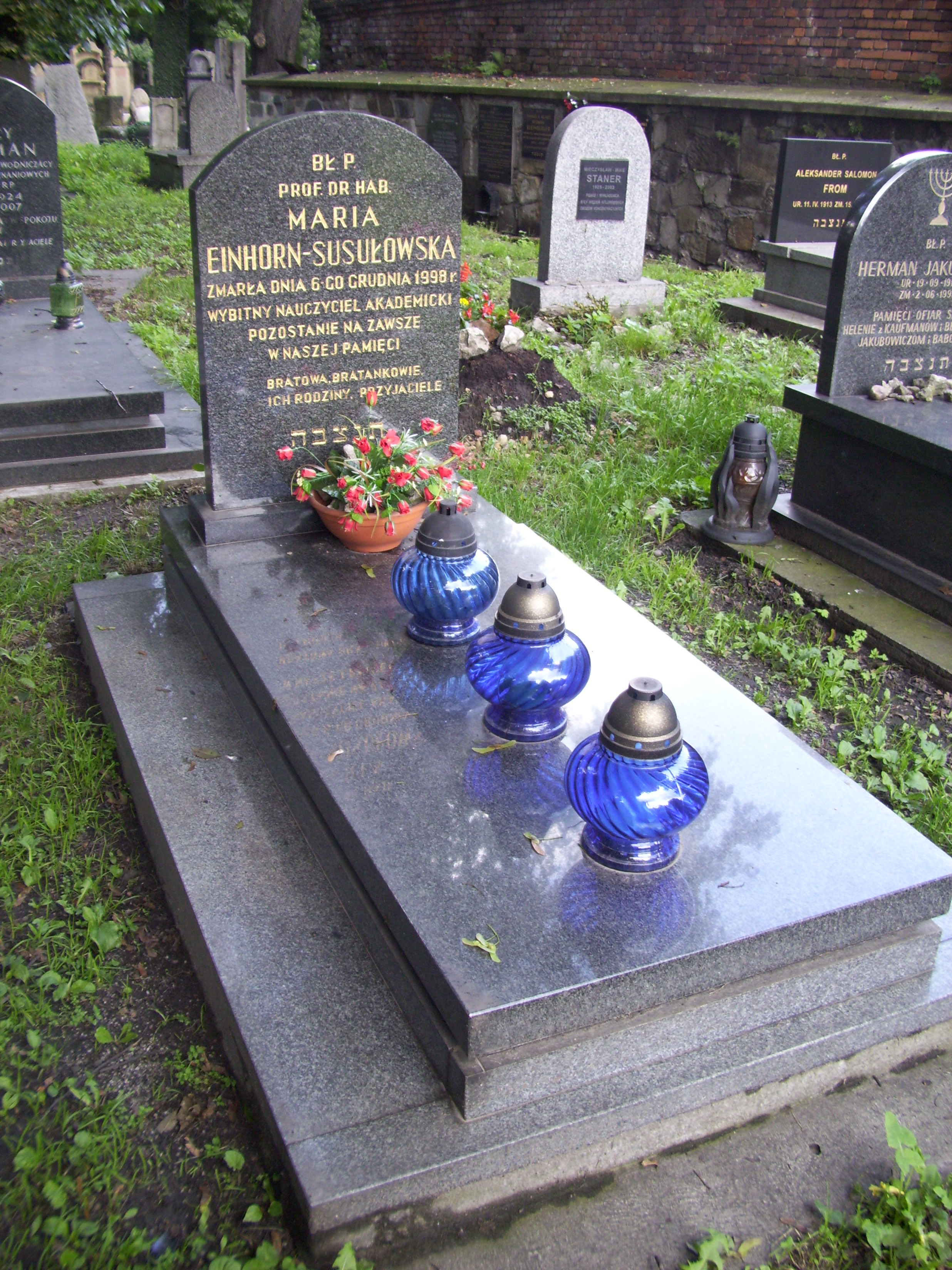
Grób Marii Einhorn-Susułowskiej na nowym cmentarzu żydowskim przy ulicy Miodowej w Krakowie

Maria Einhorn-Susułowska (ur. 14 stycznia 1915 w Gorlicach, zm. 6 grudnia 1998 w Krakowie) – polska lekarz-psycholog kliniczny żydowskiego pochodzenia, twórczyni psychologii klinicznej na Uniwersytecie Jagiellońskim.

## Życiorys
Urodziła się w Gorlicach w rodzinie żydowskiej. Po ukończeniu 7-klasowej szkoły powszechnej kontynuowała naukę w seminarium nauczycielskim, a następnie w neoklasycznym gimnazjum, które ukończyła w 1934 roku. W tym samym roku rozpoczęła studia pedagogiczne na Wydziale Filozoficznym Uniwersytetu Jagiellońskiego. W 1938 roku uzyskała stopień magistra filozofii z zakresu pedagogiki. Po ukończeniu studiów powróciła do rodzinnego miasta z nadzieją na uzyskanie pracy nauczyciela. Posady jednak nie znalazła i do 1939 roku utrzymywała się z korepetycji.
Po wybuchu II wojny światowej uciekła do Lwowa. Po ataku III Rzeszy na ZSRR pozostała we Lwowie, gdzie ukrywała się na aryjskich papierach jej bliskiej przyjaciółki Marii Susułowskiej. Dostała je od jej męża Włodzimierza Reczka. Autentyczna Maria Susułowska przeżyła wojnę w Rzymie. Maria Einhorn do końca wojny przebywała we Lwowie, gdzie prowadziła stołówkę uczestnicząc czynnie w działalności podziemnej polskiego ruchu oporu. Z całej jej rodziny przeżyli jedynie dwaj bracia: przyrodni, który w latach 20. XX wieku wyemigrował do Stanów Zjednoczonych, oraz rodzony, który przez ZSRR zdołał przedostać się do armii amerykańskiej, gdzie jako prawnik służył do końca wojny.
Po zakończeniu wojny przeprowadziła się do Krakowa, gdzie od 1 października 1945 roku objęła etat asystenta w Katedrze Pedagogiki Uniwersytetu Jagiellońskiego. W drugiej połowie lat 50. nawiązała bliską współpracę z Kliniką Psychiatryczną Akademii Medycznej w Krakowie. Była wówczas jedynym zatrudnionym w klinice psychologiem. Bliskie kontakty z kliniką pozwoliły na otwarcie przy Zakładzie Psychologii Klinicznej Poradni Wychowawczo-Leczniczej. W roku 1959 otrzymała stopień kandydata nauk psychologicznych, w 1960 roku przyznano jej tytuł docenta. Habilitowała się na mocy uchwały z 11 października 1960 na Uniwersytecie Jagiellońskim na podstawie pracy pt. Reakcje poznawcze dzieci w wieku przedszkolnym na sytuacyjnie nowe bodźce.
W 1969 roku, mimo trwania antysemickiej nagonki, która była efektem wydarzeń marcowych, uzyskała tytuł profesora, a w roku 1979 profesora zwyczajnego. Pomimo przejścia w 1985 roku na emeryturę jeszcze przez wiele lat prowadziła seminaria.
Zmarła 6 grudnia 1998 roku w Krakowie, pochowana na nowym cmentarzu żydowskim przy ulicy Miodowej.

## Publikacje
- 1960: Reakcje poznawcze dzieci w wieku przedszkolnym na sytuacyjnie nowe bodźce
- 1966: Diagnoza psychologiczna w aspekcie potrzeb lekarzy psychiatrów
- 1967: Pojmowanie prawdziwej miłości przez młodzież szkół średnich
- 1969: Wybrane zagadnienia psychologii kliniczno-wychowawczej dzieci i młodzieży
- 1976: Rola i zadania psychologa klinicznego w stosunku do pacjenta somatycznego
- 1977: Psychologiczna analiza przebiegu studiów wyższych
- 1979: Aspekty diagnozy psychologicznej w przebiegu odbywania kary więzienia
- 1989: Psychologia starzenia się i starości

## Odznaczenia
- Medal 10-lecia Polski Ludowej (15 stycznia 1955)[4]
- Odznaka „Zasłużony dla Polskiego Towarzystwa Psychologicznego” (1980)[5][6]
- Odznaka „Za zasługi dla krakowskiej psychologii”[6]